# Gesellschaft für Musikgeschichte in Baden-Württemberg
Die Gesellschaft für Musikgeschichte in Baden-Württemberg e. V. (GMG) ist ein gemeinnütziger Verein, der sich in enger Zusammenarbeit mit den musikwissenschaftlich tätigen Hochschulen und Institutionen des Landes Baden-Württemberg sowie Musikern und Musikliebhabern für die Pflege der Musik in Baden-Württemberg einsetzt. Sie ist eingetragen in das Vereinsregister des Amtsgerichts Stuttgart (VR 381045).

## Zielsetzung und Tätigkeiten
Aufgabe der Gesellschaft ist die Erforschung der Geschichte und der Gegenwart des Musiklebens im Bundesland sowie die Erschließung und Dokumentation ausgewählter musikalischer Quellen. Die Ergebnisse dieser Forschungen werden anhand von wissenschaftlichen und populärwissenschaftlichen Schriften, Audio- und Video-Aufnahmen sowie wissenschaftlich fundierten Notenausgaben für den praktischen Gebrauch veröffentlicht. Neben den schriftlichen Publikationen ist es ein Anliegen der Gesellschaft, die reiche Musikgeschichte des Landes durch Vorträge, Tagungen, Workshops, Konzerte oder Exkursionen einem breiten Interessentenkreis nahe zu bringen.
Informationen zum Musikleben Baden-Württembergs sind auch auf der Website der Gesellschaft zu finden. Ein Schwerpunkt der Arbeit ist hier der Aufbau eines multimedialen Lied-Portals, das sich der Pflege des deutschsprachigen Kunstliedes widmet. Die wichtigste Aufgabe sieht die GMG in der Recherche und Zurverfügungstellung des Liedrepertoires in einer Online-Notenbibliothek, in der die Liedausgaben vorzugsweise als Volltexte publiziert werden.
Der Verein ist Mitglied im Landesmusikrat Baden-Württemberg.

## Gründung und Präsidenten
Die GMG wurde am 30. April 1993 von dem Musikwissenschaftler Manfred Hermann Schmid (Universität Tübingen), dem damaligen Amtschef des baden-württembergischen Justizministeriums Ministerialdirektor Rolf Keller und dem damaligen Vorsitzenden des Historischen Vereins für Württembergisch Franken Albert Rothmund (Erster Landesbeamter a. D. des Kreises Schwäbisch Hall) ins Leben gerufen. Gründungspräsident war Rolf Keller (1993–1999). Ihm folgten der SDR-Intendant a. D. Hermann Fünfgeld (1999–2006), Manfred Hermann Schmid (2006–2009), Joachim Kremer, Musikwissenschaftler an der Musikhochschule Stuttgart (2009–2015) und Rainer Bayreuther, Musikwissenschaftler (2015–2020).
Aktueller Präsident (seit Dezember 2020) ist Frieder Bernius, Vizepräsident (seit Dezember 2020) ist Rainer Bayreuther.

## Ehrenmitglieder
Ehrenmitglieder sind die Gründungsmitglieder Albert Rothmund und Manfred Hermann Schmid, der ehemalige Präsident Hermann Fünfgeld sowie Andreas Traub.

## Veröffentlichungen
- Von 1993 bis 2020 veröffentlichte die GMG im Strube-Verlag die Reihe Denkmäler der Musik in Baden-Württemberg, sie wird 2021 im ortus musikverlag fortgesetzt.[6][7][8] ZDB-ID 2280291-5
- 2000 erschien im Strube-Verlag der erste Band in der von der GMG in Auftrag gegebenen Notenreihe Quellen zur Musikgeschichte in Baden-Württemberg. Kommentierte Faksimileausgaben, der zweite Band der Reihe erschien 2019 im ortus musikverlag[9][7] DNB 974799378
- Seit 2021 gibt die GMG Einzelausgaben ausgewählter Kompositionen in einer weiteren Notenreihe Musik in Baden-Württemberg. Noten im ortus musikverlag heraus[10][7]
- Im Auftrag der GMG gab Siegbert Rampe von 1993 bis 2015 die Neue Ausgabe sämtlicher Werke von Johann Jakob Froberger heraus, die im Bärenreiter-Verlag erschien.[11][7]
- Das Jahrbuch. Musik in Baden-Württemberg wird von der GMG herausgegeben. Es erschien von 1994 bis 2003 im Metzler Verlag, von 2004 bis 2017 im Strube-Verlag und seit 2018 wieder bei Metzler.[12][7] DNB 017372674
- Seit 1995 gibt die GMG die Reihe Quellen und Studien. Musik in Baden-Württemberg heraus, bis 2002 im Metzler Verlag, von 2005 bis 2012 im Strube-Verlag und seit 2018 erneut im Metzler Verlag.[12][7] DNB 019250584
- Über eine von der GMG 2011 in Schwäbisch Gmünd veranstaltete Tagung ist der folgende Titel erschienen: Joachim Kremer (Hrsg.): Musik an den württembergischen Lehrerseminaren, Bockel Verlag, Neumünster 2015, ISBN 978-3-95675-008-3[13][14][15]
- In Zusammenarbeit mit dem Südwestrundfunk sind diverse Tonträger entstanden.[16]